# Racines juives du christianisme

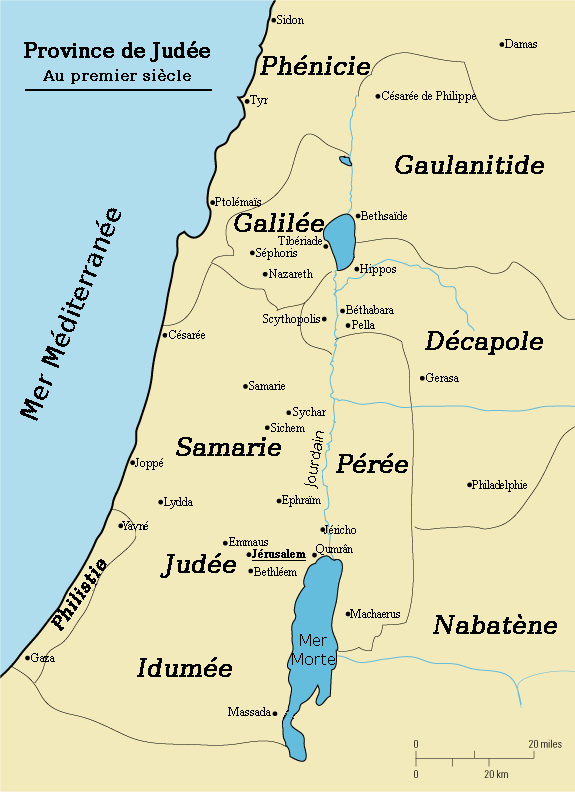
La province romaine de Judée au Ier siècle.

Les racines juives du christianisme sont un domaine auquel la recherche historique s'intéresse principalement depuis la fin de la Seconde Guerre mondiale et, dans les milieux catholiques, plus particulièrement depuis les Dix points de Seelisberg (1947), suivis quelques années plus tard par la déclaration Nostra Ætate (1965).
Loin de se limiter à un rappel des croyances de l'Ancien Testament, le Nouveau Testament et les pratiques du christianisme qui en découlent depuis près de deux mille ans témoignent de l'influence et de l'importance du judaïsme aussi bien dans ses rites que dans son système de pensée.
Si la séparation des deux religions semble effective dès le IIe siècle, le processus d'émergence de l'identité chrétienne en tant que telle demeure difficile à cerner sur le plan temporel. La période comprise entre les années 40 et 90 apparaît comme une phase de transition qui se conclut, à la fin du Ier siècle, par la rédaction du corpus johannique comme de la Première épître de Clément et se caractérise par une exclusion mutuelle des deux communautés.

## La problématique chrétienne

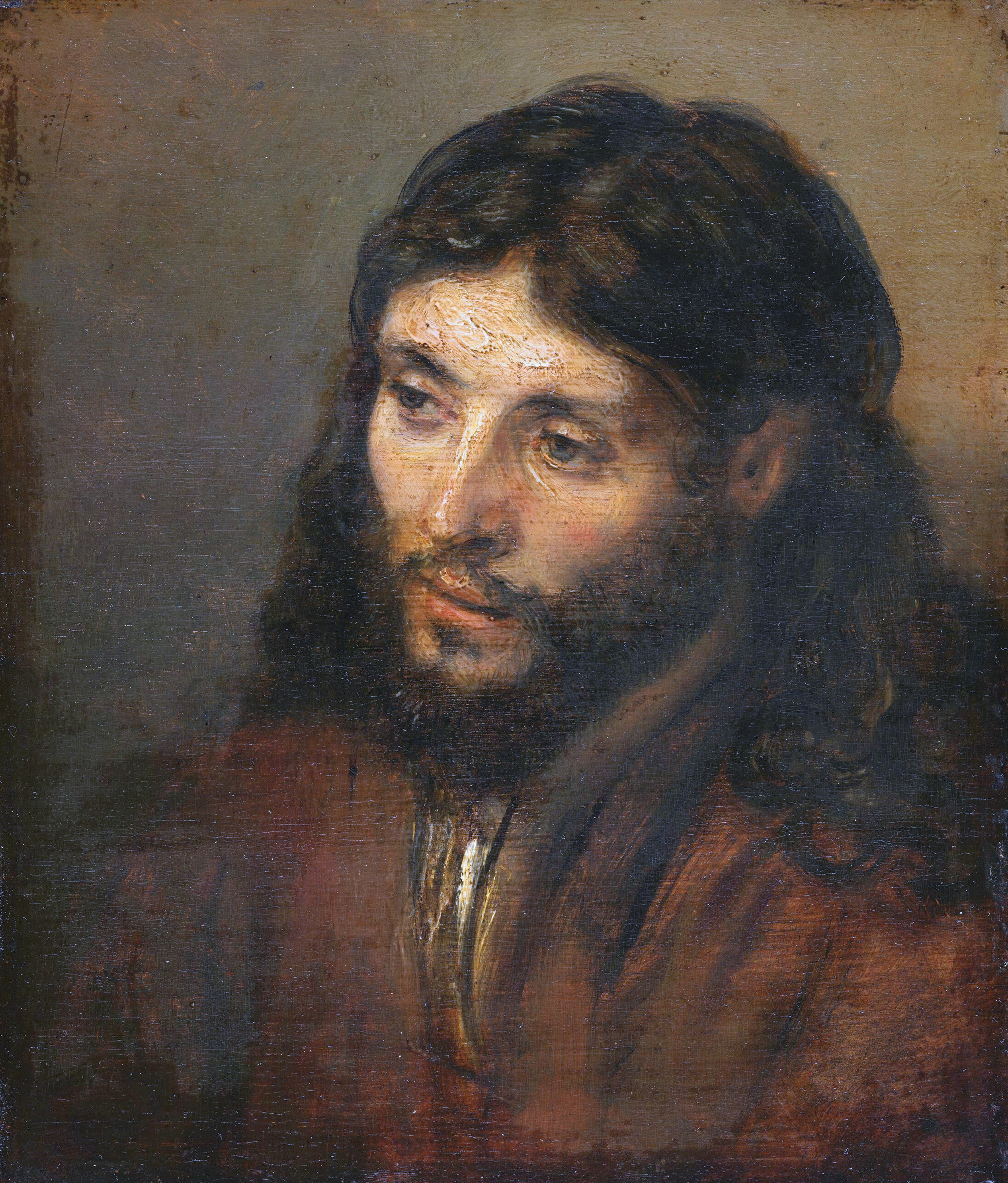
Pour cette Tête du Christ peinte vers 1645, il se peut que Rembrandt ait eu recours à un modèle juif de son quartier amsterdamois, ce qui va à l'encontre des traditions de l'iconographie chrétienne de son époque.

Depuis le concile Vatican II et la déclaration Nostra Ætate (§ 4 sur les relations avec la religion juive), l'Église catholique affirme que son identité chrétienne lui vient du peuple juif. Dans le même temps, catholiques, protestants et orthodoxes, à la lumière de l'exégèse historico-critique du Nouveau Testament et en parallèle avec la quête du Jésus historique, restituent leur judéité à Jésus de Nazareth et à ses apôtres. La théologie de la substitution et la stratégie du déni qui ont prévalu dans la tradition chrétienne pendant près de vingt siècles, les ruptures qui marquent l'ensemble des relations entre judaïsme et christianisme font place à une doctrine où la Première Alliance rencontre la Deuxième Alliance. Une relecture du Nouveau Testament, mais aussi du Tanakh, l'étude des liturgies et des rites chrétiens, tout comme le réexamen textuel du corpus néotestamentaire, permettent d'entrevoir, depuis plus d'un demi-siècle, à quel point le christianisme est indissociable de ses racines juives.

### Un enjeu théologique
Au cours des dernières décennies, le dialogue tant « ad extra » que « ad intra » a amené à une prise de conscience de plus en plus claire que chrétiens et juifs sont irrévocablement interdépendants les uns des autres et que le dialogue entre eux n'est pas seulement un choix, mais un devoir, en particulier au niveau théologique. Juifs et chrétiens peuvent s'enrichir mutuellement dans ces rapports d'amitié. Sans ses racines juives, l'Église risquerait de perdre son ancrage sotériologique dans l'histoire du salut et tomberait dans une gnose qui serait en définitive anhistorique.
La foi des juifs attestée dans la Bible, que l'on trouve dans l'Ancien Testament, n'est pas pour les chrétiens une autre religion, mais le fondement de leur propre foi, même s'il est clair que pour eux la figure de Jésus est la seule clé de lecture des Écritures de l'Ancien Testament. La pierre d'angle de la foi chrétienne est Jésus (Ac 4,11 ; 1 P 2, 4-8). Le dialogue avec le judaïsme occupe donc une place à part pour les chrétiens. De par ses racines, le christianisme est lié au judaïsme comme il ne l'est à aucune autre religion. C'est pourquoi le dialogue juif-chrétien ne peut être qualifié qu'avec beaucoup de réserves de « dialogue interreligieux » au sens propre ; il faut parler plutôt d'un dialogue « intrareligieux » ou « intrafamilial » sui generis.

## La source commune

### Le judaïsme du Second Temple
La période du Second Temple s'achève au Ier siècle par une importance grandissante des pharisiens et de leur enseignement pendant qu'évoluent les modalités de l'homélie synagogale, notamment en Galilée. Cette époque marquée par le judaïsme messianique, lié à l'occupation romaine, est également celle du judaïsme hellénistique.

### Une naissance gémellaire
Après la catastrophe de l'année 70 et la destruction du Temple d'Hérode, deux courants religieux émergent simultanément : le judaïsme rabbinique, mouvement d'origine pharisienne qui succède au culte judéen, et le christianisme primitif, qui s'est propagé depuis les années 40 avec les missions de Paul de Tarse et a commencé à se définir lors du concile de Jérusalem, mais ne prend véritablement son essor qu'au lendemain de la ruine du Temple.

### La rédaction des Évangiles
Les trois Évangiles synoptiques sont écrits en grec entre les années 65-75 pour celui de Marc, les années 80-85 pour celui de Luc et vers 80-90 pour celui de Matthieu, les Actes des Apôtres formant la suite du texte lucanien. L'Évangile selon Jean, plus tardif, date des toutes dernières années du Ier siècle, voire du début du IIe siècle.

#### Racines juives
- Marie-Françoise Baslez, Bible et Histoire : Judaïsme, hellénisme, christianisme, 1998, coll. « Folio histoire »  (ISBN 2-07-042418-9)
- François Blanchetière, Enquête sur les racines juives du mouvement chrétien (30-135), éditions du Cerf, 2001  (ISBN 978-2-204-06215-2)
- Jonathan Bourgel, D'une identité à l'autre ? : la communauté judéo-chrétienne de Jérusalem: 66 - 135, préface de Dan Jaffé, édition du Cerf, 2015.
- Daniel Boyarin, Le Christ juif. À la recherche des origines, Cerf, Paris, 2013, présentation en ligne
- Marcel Dubois, Nostalgie d'Israël, « L’histoire à vif », Cerf, 2006  (ISBN 2-204-07674-0)
- David Flusser, Les Sources juives du christianisme, Éclat, 2003
- Pierre Geoltrain (dir.), Aux origines du christianisme, 2000, coll. « Folio histoire »  (ISBN 978-2-07-041114-6)
- Jules Isaac, Jésus et Israël, Fasquelle, 1949 ; rééd. Fasquelle, 2000
- Dan Jaffé, Le Talmud et les origines juives du christianisme, Cerf, 2007
- Frédéric Manns, Les Racines juives du christianisme, Presses de la Renaissance, 2006
- Daniel Marguerat (dir.), L'Aube du christianisme, Labor et Fides/Bayard, 2008  (ISBN 978-2-8309-1262-3)
- Daniel Marguerat et Éric Junod, Qui a fondé le christianisme ?, Labor et Fides, Genève, 2011
- John Paul Meier, Un certain Juif : Jésus. Les données de l'histoire, Cerf : vol. 1, Les sources, les origines, les dates, 2004  (ISBN 9782204070362)
- Simon Claude Mimouni, Les Chrétiens d'origine juive dans l'Antiquité, Albin Michel, 2004  (ISBN 978-2-226-15441-5)
- Simon Claude Mimouni et Bernard Pouderon, La Croisée des chemins revisitée : Quand l'"Église" et la "Synagogue" se sont-elles distinguées ?, Cerf, 2012
- Simon Claude Mimouni, Le Judaïsme ancien et les origines du christianisme. Études épistémologiques et méthodologiques, Bayard, 2017
- Père Jean-Baptiste Nadler (préface du grand-rabbin Haïm Korsia), Les Racines juives de la messe, éd. de l'Emmanuel, 2015
- Pasteur Antoine Nouis, Nos racines juives, Bayard, 2018
- Pasteur Biblique Haïm Goël, Vous avez dit Prophètes ?, Collection EHAD, 2020,  (ISBN 979-8-6491-2074-6)
- (en) Mario Javier Saban, The Jewish Roots of Christianity
- Conférence des évêques de France, Service national pour les relations avec le judaïsme, Déconstruire l'antijudaïsme chrétien, éditions du Cerf, juin 2023, 160 pages, présentation en ligne, avec détail du sommaire en 20 chapitres sur le site du Service national pour les relations avec le judaïsme de la Conférence des évêques de France,  chapitre 10 « Les racines du christianisme »

#### Judaïsme et christianisme
- Jérôme Beau, Bruno Charmet et Yves Chevalier (dir.), Pierre Lenhardt (préf.), Chrétiens, à l'écoute de la tradition d'Israël, Parole et Silence, 2014  (ISBN 978-2-88918-355-5)
- Andreas Dettwiler (éd.), Daniel Marguerat, Gerd Theissen, Jean Zumstein et al., Jésus de Nazareth : Études contemporaines, Labor et Fides, 2017  (ISBN 978-2-8309-1642-3)
- Jean Dujardin, Catholiques et Juifs : Cinquante ans après Vatican II, où en sommes-nous ?, Albin Michel, 2012  (ISBN 978-2226241955)
- Bart D. Ehrman, La Construction de Jésus : Aux sources de la tradition chrétienne, H&O, 2010  (ISBN 9782845472174)
- Bart D. Ehrman, Jésus avant les Évangiles : Comment les premiers chrétiens se sont rappelé, ont transformé et inventé leurs histoires du Sauveur, Bayard, 2017  (ISBN 978-2-227-48913-4)
- Mireille Hadas-Lebel, Hillel, un sage au temps de Jésus, Albin Michel, 2005  (ISBN 978-2-226-15708-9)
- Dominique de La Maisonneuve et Thérèse Hebbelinck, Histoire du SIDIC, Parole et Silence, 2018  (ISBN 9782889184255)
- Pierre Lenhardt, À l'écoute d'Israël, en église, 2 vol., Parole et Silence, vol. 1 : 2006  (ISBN 2-84573-426-3), vol. 2 : 2009,  (ISBN 978-2-84573-785-3)
- Pierre Lenhardt, L'Unité de la Trinité : À l'écoute de la tradition d'Israël, Parole et Silence, 2011  (ISBN 978-2-84573-895-9)
- Roland Meynet, Lire la Bible, Champs/Flammarion, 1996  (ISBN 2-08-080076-0)
- Roland Meynet, L'Analyse rhétorique : Une nouvelle méthode pour comprendre la Bible, textes fondateurs et exposé systématique, Cerf, 1989
- Michel Remaud, Évangile et tradition rabbinique, nouvelle éd. revue et augmentée, Lessius, 2018  (ISBN 978-2-87299-341-3)
- Michel Remaud, Paroles d'Évangile, paroles d'Israël, Parole et Silence, 2012  (ISBN 978-2-88918-131-5)
- Michel Remaud (préf. Jean Massonnet), Du neuf et de l'ancien, Parole et Silence, 2017  (ISBN 978-2-88-918-946-5)
- Olivier Rota (dir.), Mireille Hadas-Lebel (préf.), Histoire et théologie des relations judéo-chrétiennes : Un éclairage croisé, Parole et Silence, 2015  (ISBN 978-2-88918-390-6)
- Maurice Sachot, L'Invention du Christ : Genèse d'une religion, Odile Jacob, 1998, 2011  (ISBN 978-2-7381-2694-8)
- Alexandre Safran, Judaïsme, anti-judaïsme et christianisme, éd. Saint-Augustin, 2000
- (it) Elio Toaff, Perfidi giudei, fratelli maggiori, Mondadori, 1990,  (ISBN 8804334096)